# بي. ن. ويلسون
بي. ن. ويلسون (بالإنجليزية: B. N. Wilson)‏ هو مهندس أمريكي، ولد في 16 نوفمبر 1874 في فيلادلفيا في الولايات المتحدة، وتوفي في 27 يناير 1948 في فايتفيل في الولايات المتحدة.